# Hans Gerny
Hans Gerny (* 26. Juni 1937 in Olten; † 19. Januar 2021 in Bern) war von 1986 bis 2001 der fünfte Bischof der Christkatholischen Kirche der Schweiz.

## Leben
Hans Gerny war nach dem Theologiestudium an der Christkatholisch-theologischen Fakultät der Universität Bern Vikar in Möhlin an der St.-Leodegar-Kirche und danach Pfarrer in Wegenstetten-Hellikon-Zuzgen (1962–1971), Baden-Brugg (1962–1965) und Basel an der Predigerkirche (1971–1986). Am 9. Juni 1986 wurde er in Biel zum Bischof gewählt und empfing am 26. Oktober 1986 in der Stadtkirche St. Martin in Olten durch den Erzbischof von Utrecht Antonius Jan Glazemaker die Bischofsweihe. 2001 erhielt er die Ehrendoktorwürde der Christlich-Theologischen Akademie von Warschau. Gerny war bis zu seinem Tod Mitglied im Zentralausschuss des Ökumenischen Rates der Kirchen.
In seine Amtszeit als Bischof fiel die Einführung der Frauenordination in der Christkatholischen Kirche der Schweiz. Sein Anliegen war, diese Frage in den Kirchen der Utrechter Union zu diskutieren, um zu einer Entscheidung ohne Kirchenspaltung zu kommen.

## Schriften
- Predigt auf dem Marktplatz! Hirtenbriefe 1987–2001. Christkatholischer Schriftenverlag, Basel 2001, ISBN 3-9522331-0-2.